# Eliminatorias de la Liga de Campeones Femenina de la CAF 2022
Las fases de clasificación de la Liga de Campeones Femenina de la CAF 2022 se componían de 6 torneos de clasificación de sub confederaciones que comenzaron el 7 de agosto de 2022 dentro de COSAFA para el sur de África y CECAFA para la mayoría de África oriental y un poco de África central. La clasificación finalizó el 16 de septiembre de 2022 con los equipos participantes reducidos a los 8 finalistas, que estaban compuestos por un equipo ganador de cada una de las 6 sub confederaciones de la CAF (la WAFU se divide en dos zonas), los campeones defensores del torneo y el equipo ganador la liga del país anfitrión. Estos 8 equipos avanzarían al torneo principal, que se llevará a cabo en dos estadios en Marruecos.

## UNAF
La Eliminatorias UNAF para la Liga de Campeones Femenina de la CAF 2022 fue la 2.ª edición del torneo organizado por la UNAF para los clubes femeninos de las naciones asociadas. Esta edición se celebró del 12 al 21 de agosto de 2022 en Agadir, Marruecos. La ganadora del torneo se clasificó para la fase final de la Liga de Campeones Femenina de la CAF 2022 que se celebrará en Marruecos.
Afak Chabab Relizane, de Argelia que era el favorito, terminó tercero, siete de sus jugadores tenían covid-19 y no participaron en el torneo. Wadi Degla, de Egipto fue el campeón.

### Grupo A
| Equipo                 | Pts | PJ | PG | PE | PP | GF | GC | Dif |
| ---------------------- | --- | -- | -- | -- | -- | -- | -- | --- |
| Wadi Degla             | 6   | 2  | 2  | 0  | 0  | 4  | 0  | +4  |
| AS Banque de l'Habitat | 3   | 2  | 1  | 0  | 1  | 3  | 3  | 0   |
| Afak Chabab Relizane   | 0   | 2  | 0  | 0  | 2  | 1  | 5  | -4  |

## WAFU A
La Eliminatorias WAFU A para la Liga de Campeones Femenina de la CAF 2022 fue la segunda edición del torneo organizado por la WAFU para los clubes femeninos de las naciones asociadas. Esta edición se realizará del 17 al 21 de agosto de 2022 en Paynesville, Liberia. Las ganadoras del torneo se clasificaron para el torneo final de la Liga de Campeones Femenina de la CAF 2022.

### Grupo A
| Equipo             | Pts | PJ | PG | PE | PP | GF | GC | Dif |
| ------------------ | --- | -- | -- | -- | -- | -- | -- | --- |
| Determine Girls FC | 4   | 2  | 1  | 1  | 0  | 2  | 1  | +1  |
| AS Mandé           | 2   | 2  | 0  | 2  | 0  | 1  | 1  | 0   |
| USPA               | 1   | 2  | 0  | 1  | 1  | 0  | 1  | -1  |

## WAFU B
La Eliminatorias WAFU B para la Liga de Campeones Femenina de la CAF 2022 fue la segunda edición del torneo organizado por la WAFU para los clubes femeninos de las naciones asociadas. Esta edición se llevará a cabo a partir de septiembre de 2022 en Abiyán, Costa de Marfil. Las ganadoras del torneo se clasificaron para el torneo final de la Liga de Campeones Femenina de la CAF 2022.

### Grupo A
| Equipo                 | Pts | PJ | PG | PE | PP | GF | GC | Dif |
| ---------------------- | --- | -- | -- | -- | -- | -- | -- | --- |
| Africa Sports National | 6   | 2  | 2  | 0  | 0  | 8  | 1  | +7  |
| Espoir FC              | 3   | 2  | 1  | 0  | 1  | 3  | 4  | -1  |
| AS Police              | 0   | 2  | 0  | 0  | 2  | 1  | 7  | -6  |

### Grupo B
| Equipo          | Pts | PJ | PG | PE | PP | GF | GC | Dif |
| --------------- | --- | -- | -- | -- | -- | -- | -- | --- |
| Bayelsa Queens  | 7   | 3  | 2  | 1  | 0  | 8  | 1  | +7  |
| Ampem Darkoa FC | 7   | 3  | 2  | 1  | 0  | 4  | 0  | +4  |
| USFA            | 3   | 3  | 1  | 0  | 2  | 6  | 7  | -1  |
| Athleta FC      | 0   | 3  | 0  | 0  | 3  | 1  | 11 | -10 |

### Fase final
|  | Semifinales            | Semifinales    |                   |   | Final | Final |
|  |                        |                |                   |   |       |       |
|  | 30 de agosto -         |                |                   |   |       |       |
|  |                        |                |                   |   |       |       |
|  | Africa Sports National | 1 (5)          |                   |   |       |       |
|  | Africa Sports National | 1 (5)          | 3 de septiembre - |   |       |       |
|  | Ampem Darkoa FC        | 1 (6)          |                   |   |       |       |
|  | Ampem Darkoa FC        | 1 (6)          | Ampem Darkoa FC   | 0 |       |       |
|  | 30 de agosto -         |                | Ampem Darkoa FC   | 0 |       |       |
|  |                        | Bayelsa Queens | 3                 |   |       |       |
|  | Bayelsa Queens         | Bayelsa Queens | 3                 | 6 |       |       |
|  | Bayelsa Queens         |                |                   | 6 |       |       |
|  | Espoir FC              | 0              |                   |   |       |       |
|  | Espoir FC              | 0              | Tercer puesto     |   |       |       |
|  |                        |                |                   |   |       |       |
|  | 3 de septiembre -      |                |                   |   |       |       |
|  |                        |                |                   |   |       |       |
|  | Africa Sports National | 4              |                   |   |       |       |
|  | Africa Sports National | 4              |                   |   |       |       |
|  | Espoir FC              | 0              |                   |   |       |       |

## UNIFFAC
El torneo se iba a celebrar originalmente del 20 de agosto al 4 de septiembre de 2022 en Yaundé, Camerún, con series a dos partidos para las semifinales. Debido a la falta de garantía por parte del gobierno de Camerún, Guinea Ecuatorial fue anunciada como nueva sede el 24 de agosto, del 10 al 26 de septiembre de 2022, descalificando al club camerunés AS AWA en el proceso.

### Cuadro de desarrollo
|  | Primera ronda              | Primera ronda |            |   | Semifinales | Semifinales |  |  | Final | Final |
|  |                            |               |            |   |             |             |  |  |       |       |
|  | -                          |               |            |   |             |             |  |  |       |       |
|  |                            |               |            |   |             |             |  |  |       |       |
|  | CECUS FC                   | 3             |            |   |             |             |  |  |       |       |
|  | CECUS FC                   | 3             | -          |   |             |             |  |  |       |       |
|  | AC Colombe                 | 0             |            |   |             |             |  |  |       |       |
|  | AC Colombe                 | 0             | CECUS FC   | 0 |             |             |  |  |       |       |
|  | -                          |               | CECUS FC   | 0 |             |             |  |  |       |       |
|  |                            | TP Mazembe    | 4          |   |             |             |  |  |       |       |
|  | AS Awa FC                  | TP Mazembe    | 4          | 0 |             |             |  |  |       |       |
|  | AS Awa FC                  |               | -          | 0 |             |             |  |  |       |       |
|  | TP Mazembe                 | 1             |            |   |             |             |  |  |       |       |
|  | TP Mazembe                 | 1             | TP Mazembe | 2 |             |             |  |  |       |       |
|  | -                          |               | TP Mazembe | 2 |             |             |  |  |       |       |
|  |                            | AS Awa FC     | 1          |   |             |             |  |  |       |       |
|  |                            | AS Awa FC     | 1          |   |             |             |  |  |       |       |
|  | -                          |               |            |   |             |             |  |  |       |       |
|  |                            |               |            |   |             |             |  |  |       |       |
|  | Malabo Kings Football Club | 0             |            |   |             |             |  |  |       |       |
|  | Malabo Kings Football Club | 0             | -          |   |             |             |  |  |       |       |
|  |                            | AS Awa FC     | 3          |   |             |             |  |  |       |       |
|  |                            | AS Awa FC     | 3          |   |             |             |  |  |       |       |
|  |                            |               |            |   |             |             |  |  |       |       |
|  |                            |               |            |   |             |             |  |  |       |       |
|  |                            |               |            |   |             |             |  |  |       |       |

## CECAFA
El torneo de clasificación de CECAFA se llevó a cabo del 14 al 27 de agosto en Dar es Salaam, Tanzania, inicialmente estaba programado del 28 de julio al 10 de agosto de 2022 en Arusha, Tanzania.

### Grupo A
| Equipo         | Pts | PJ | PG | PE | PP | GF | GC | Dif |
| -------------- | --- | -- | -- | -- | -- | -- | -- | --- |
| CBE SA         | 9   | 3  | 3  | 0  | 0  | 16 | 1  | +15 |
| AS Kigali      | 6   | 3  | 2  | 0  | 1  | 5  | 3  | +1  |
| PF Fofila      | 3   | 3  | 1  | 0  | 2  | 5  | 7  | -2  |
| Warrior Queens | 0   | 3  | 0  | 0  | 3  | 0  | 15 | -15 |

### Grupo B
| Equipo             | Pts | PJ | PG | PE | PP | GF | GC | Dif |
| ------------------ | --- | -- | -- | -- | -- | -- | -- | --- |
| Simba Queens SC    | 9   | 3  | 3  | 0  | 0  | 12 | 0  | +12 |
| She Corporate FC   | 6   | 3  | 2  | 0  | 1  | 14 | 2  | +12 |
| Yei Joint Stars FC | 3   | 3  | 1  | 0  | 2  | 6  | 10 | -4  |
| Garde Républicaine | 0   | 3  | 0  | 0  | 3  | 0  | 20 | -20 |

### Fase final
|  | Semifinales      | Semifinales     |                  |   | Final | Final |
|  |                  |                 |                  |   |       |       |
|  | 24 de agosto -   |                 |                  |   |       |       |
|  |                  |                 |                  |   |       |       |
|  | CBE SA           | 1               |                  |   |       |       |
|  | CBE SA           | 1               | 27 de agosto -   |   |       |       |
|  | She Corporate FC | 2               |                  |   |       |       |
|  | She Corporate FC | 2               | She Corporate FC | 0 |       |       |
|  | 24 de agosto -   |                 | She Corporate FC | 0 |       |       |
|  |                  | Simba Queens SC | 1                |   |       |       |
|  | Simba Queens SC  | Simba Queens SC | 1                | 5 |       |       |
|  | Simba Queens SC  |                 |                  | 5 |       |       |
|  | AS Kigali        | 1               |                  |   |       |       |
|  | AS Kigali        | 1               | Tercer puesto    |   |       |       |
|  |                  |                 |                  |   |       |       |
|  | 27 de agosto -   |                 |                  |   |       |       |
|  |                  |                 |                  |   |       |       |
|  | CBE SA           | 3               |                  |   |       |       |
|  | CBE SA           | 3               |                  |   |       |       |
|  | AS Kigali        | 1               |                  |   |       |       |

## COSAFA
El sorteo del torneo de clasificación para los equipos de la COSAFA (denominado Liga de Campeones Femenina de la COSAFA) se llevó a cabo en Sudáfrica del 7 al 14 de agosto de 2022. Los seis equipos se dividieron en dos grupos de tres y los dos primeros de cada grupo avanzaron a la semifinales.

### Grupo A
| Equipo            | Pts | PJ | PG | PE | PP | GF | GC | Dif |
| ----------------- | --- | -- | -- | -- | -- | -- | -- | --- |
| Mamelodi Sundowns | 4   | 2  | 1  | 1  | 0  | 9  | 2  | +7  |
| Double Action FC  | 4   | 2  | 1  | 1  | 0  | 3  | 1  | +2  |
| Costa do Sol      | 0   | 2  | 0  | 0  | 2  | 1  | 10 | -9  |

### Grupo B
| Equipo              | Pts | PJ | PG | PE | PP | GF | GC | Dif |
| ------------------- | --- | -- | -- | -- | -- | -- | -- | --- |
| Green Buffaloes     | 6   | 2  | 2  | 0  | 0  | 8  | 0  | +8  |
| Olympique de Moroni | 3   | 2  | 1  | 0  | 1  | 1  | 4  | -3  |
| Young Buffaloes FC  | 0   | 2  | 0  | 0  | 2  | 0  | 5  | -5  |